# Kościół Znalezienia Krzyża Świętego w Skoczowie
Kościół Znalezienia Krzyża Świętego – rzymskokatolicki kościół parafialny znajdujący się w Skoczowie.

## Historia i opis
Wpierw była to drewniana kaplica szpitalika miejskiego, istniejąca od XIV w., wzmiankowana w 1484 r. Około 1540 roku rozpoczęła się w księstwie cieszyńskim Reformacja, po czym kościół parafialny w Skoczowie został przejęty przez ewangelików, tutaj gromadzili się skoczowscy katolicy. Kościółek mógł pozostać w rękach katolików przez cały ten okres, lub był również odebrany po małżeństwie Wacława III Adama z Katarzyną Sydonią i w pierwszej połowie XVII wieku był już w ruinie. Pierwotnie drewniany, kościół był dwukrotnie przebudowany, wpierw w XVI. a potem w XIX w., kiedy uzyskał obecny wygląd.
Jest to mały kościół, którego wymiary wynoszą: długość 18,20 m, szerokość 7,50 m. Jest to budowla jednonawowa z emporą, nakryta sklepieniem kolebkowym. Przez skoczowian nazywany jest "szpitalikiem". Od strony ulicy znajduje się jego wieloboczna apsyda. Na drugim końcu świątyni, znajduje się wysmukła wieża.
W 1958 r. zostało odnowione wnętrze świątyni; malarz Jakub Kawulok z Istebnej na sklepieniu nad nawą namalował polichromię o tematyce: chrzest, męczeństwo i chwała św. Jana Sarkandra. Z kolei Jan Bulowski, skoczowianin, namalował obraz, przedstawiający Męczennika unoszonego przez anioły, który przez wiele lat był umieszczony w prezbiterium. Wewnątrz znajduje się także kamienna chrzcielnica, w której w grudniu 1576 r. prawdopodobnie ochrzczono przyszłego świętego Jana Sarkandra.
Do kościoła przylega budynek dawnego szpitala, przebudowany w XIX w., mieszczący obecnie probostwo.